# Ototyphlonemertes pallida
Ototyphlonemertes pallida är en djurart som tillhör fylumet slemmaskar, och som först beskrevs av Wilhelm Moritz Keferstein 1862.  Ototyphlonemertes pallida ingår i släktet Ototyphlonemertes och familjen Ototyphlonemertidae. Inga underarter finns listade i Catalogue of Life.